# Perissosoma tenuitarsis
Perissosoma tenuitarsis är en skalbaggsart som beskrevs av Leon Fairmaire 1895. Perissosoma tenuitarsis ingår i släktet Perissosoma och familjen Melolonthidae. Inga underarter finns listade i Catalogue of Life.